# Wydział Lekarski Warszawskiego Uniwersytetu Medycznego
Wydział Lekarski Warszawskiego Uniwersytetu Medycznego – jeden z 5 wydziałów Warszawskiego Uniwersytetu Medycznego. Kształci studentów na kierunku lekarskim w języku polskim i angielskim.

## Władze dziekańskie
- Dziekan: prof. dr hab. n. med. Paweł Włodarski[3]
- Prodziekani ds. studenckich:
  - dr hab. n. med. Łukasz Koperski[4]
  - prof. dr hab. n. med. Aleksandra Banaszkiewicz[4]
  - prof. dr hab. n. med. Tadeusz Grochowiecki[4]
- Prodziekan ds. Studenckich English Division: dr hab. n. med. Jacek Sieńko[4]
- Prodziekan ds. Programów i Jakości Kształcenia: prof. dr hab. n. med. Aneta Nitsch-Osuch[4]